# 天主教营口教区
天主教营口教區（拉丁語：Dioecesis Imcheuvensis）是天主教在中國東北部遼寧省中部設立的一個教區，屬於满洲教省。

## 歷史
1949年7月14日，聖座從奉天總教區劃出遼寧省中部的營口、海城、蓋平和複縣等地分設營口教區，由巴黎外方傳教會負責管理。費聲遠主教擔任首任教區正權主教。
同年10月1日，中國共產黨在中國大陸地區建立中華人民共和國，並開始針對天主教進行宗教迫害及打壓，教會已經無法正常功能。其後，法國籍費聲遠主教及其他外籍傳教士先後被捕，並被中國政府驅逐出境，而需要由中國本地神父繼續管理教區內的教務。1952年至1973年間，費聲遠主教先後兼任為台灣花蓮宗座監牧區宗座監牧及花蓮教區宗座署理。
1966年至1979年文化大革命期間，宗座監牧區的所有宗教活動停止。1980年代初，教區續步恢復宗教活動。1981年9月，中國政府控制的組織中國天主教愛國會擅自將遼寧省內的奉天總教區、撫順教區、營口教區與熱河教區遼寧省的管轄區，合併及更名為遼寧教區。1983年1月10日，費聲遠主在台灣花蓮逝世，自始营口教區一直處於教座出缺狀態。

## 历任主教

### 营口主教
- 费声远主教, M.E.P.（1949年7月14日-1973年7月25日）：法國籍，1952年至1973年兼任台灣花蓮宗座監牧及花蓮教區宗座署理。[3]
- 教座出缺（1973年-現在）